# Aerenicopsis malleri
Aerenicopsis malleri är en skalbaggsart som beskrevs av Lane 1966. Aerenicopsis malleri ingår i släktet Aerenicopsis och familjen långhorningar. Inga underarter finns listade i Catalogue of Life.